# Vespa italica
Vespa italica är en getingart som beskrevs av Christ 1791. Vespa italica ingår i släktet bålgetingar, och familjen getingar. Inga underarter finns listade i Catalogue of Life.